# Parathelypteris hirsutipes
Parathelypteris hirsutipes är en kärrbräkenväxtart som först beskrevs av C. B. Cl., och fick sitt nu gällande namn av Ren-Chang Ching. Parathelypteris hirsutipes ingår i släktet Parathelypteris och familjen Thelypteridaceae. Inga underarter finns listade.